# Shortia
Shortia es un género de plantas con flores perteneciente a la familia Diapensiaceae.  Comprende 15 especies descritas y de estas, solo 2 aceptadas.

## Taxonomía
El género fue descrito por Torr. et A.Gray  y publicado en American Journal of Science, and Arts 42(1): 48. 1842. La especie tipo es: Shortia galacifolia Torr. & A. Gray. 

## Especies aceptadas
A continuación se brinda un listado de las especies del género Shortia aceptadas hasta mayo de 2013, ordenadas alfabéticamente. Para cada una se indica el nombre binomial seguido del autor, abreviado según las convenciones y usos.
- Shortia rotundifolia (Maxim.) Makino
- Shortia sinensis Hemsl.